# 水素化ホウ素ナトリウム
水素化ホウ素ナトリウム（すいそかホウそナトリウム、sodium borohydrideもしくはsodium tetrahydroborate）は 化学式を NaBH4 で表される無機化合物で、ケトンやアルデヒドなどを始めとするさまざまな有機化合物の還元反応に用いられる代表的な還元剤のひとつである。ハーバート・ブラウンによって初めて合成され、偶然にその還元力が見出された。

## 性質
ナトリウムイオンおよび正四面体型の水素化ホウ素イオンBH−
4よりなる白色の固体で、多くは粉末として市販されている。やや吸湿性があり水分により分解しやすいので、密栓して保存する。水溶液は分解生成物のため強い塩基性を示す。酸性および中性条件で分解して水素を発生するため、アルカリ溶液中で保存する。また、水で分解し水素を発生するため、水素化ホウ素ナトリウムの火災の消火に水を用いてはならない。

## 還元剤として
有機合成化学分野において、還元剤として常用される。ケトンやアルデヒドなどのカルボニル化合物を、対応するアルコールへ還元する。通常メタノールやエタノールなどのアルコール系溶媒中で反応を行う（ただしメタノールに溶かすと氷冷下でも1時間で80% が分解してしまうので注意が必要である。イソプロピルアルコール中では安定である）。同じく還元剤の一つである水素化アルミニウムリチウムに比べて還元力が弱く、単に混ぜたのみではエステル、アミドなどは還元しないため、複数の官能基を持つ化合物の選択的な還元が可能である。ただしテトラヒドロフラン（THF）などの溶媒を用いて加熱するなど条件を厳しくすれば、エステルなども還元される。また、反応溶媒として水を用いることができるのも特徴の一つであるが、塩基性条件で用いる必要がある。
塩基性水溶液中における標準酸化還元電位は以下の通りであり、かなり強い還元作用を示す。
{\displaystyle {\ce {B(OH)4^{-}(aq)\ +4H2O\ +8{\mathit {e}}^{-}=BH4^{-}(aq)\ +8OH^{-}(aq)}}}, {\displaystyle E^{\circ }=-1.241{\rm {V}}}

## 水素発生源として
水素ガスはクリーンな燃料として期待されているが、気体であるため貯蔵が難しいこと、また爆発などの危険がある。水素化ホウ素ナトリウムは酸性条件や、特定の触媒の存在下で分解し、水素ガスを放出し、また比較的安定な固体で、発火などの危険もないこと、廃棄物も害の少ないホウ酸であることなどから、携帯可能な水素源の候補物質の一つとなっている。すでに水素化ホウ素ナトリウムを水素源として用いた燃料電池が試作されている。
最大の課題は酸化ホウ素ナトリウムをどうやって安価・高効率で還元し再利用するかである。マグネシウムを用いた方法が提案されている。
{\displaystyle {\ce {NaBO2 + 2H2 + 2Mg -> NaBH4 + 2MgO}}}
一旦ナトリウムへ電気分解した後再合成する方法も提案されている。